# Alex Gordon
Alex Gordon (8. september 1922 – 24. juni 2003) var en amerikansk manuskriptforfatter og filmproducer. 
Han producerede 18 film, heriblandt Day the World ended, og skrev manuskriptet til 3 – to af dem sammen med Edward D. Wood Jr.: Jail Bait og Bride of the Monster.